# 490 Veritas
Veritas (asteroide 490) é um asteroide da cintura principal com um diâmetro de 115,55 quilómetros, a 2,8549936 UA. Possui uma excentricidade de 0,0989462 e um período orbital de 2 060,04 dias (5,64 anos).
Veritas tem uma velocidade orbital média de 16,73268113 km/s e uma inclinação de 9,26516º.
Este asteroide foi descoberto em 3 de Setembro de 1902 por Max Wolf.